# Czapa gipsowa
Czapa gipsowa (czapa solna) - kopuła zbudowana z gipsu, a czasem także z anhydrytu, dolomitu, wapienia, iłu, leżąca w najwyższej części wysadu solnego (diapiru solnego). Powstaje w efekcie wyługowania soli z przypowierzchniowej partii wysadu, wskutek czego zachowane zostają tylko nierozpuszczalne w wodzie gipsy i inne skały. Czapa gipsowa chroni w naturalny sposób niżejległą sól przed wymywaniem, gdyż tworzy warstwę nieprzepuszczalną.